# Mangifera inocarpoides
Mangifera inocarpoides är en sumakväxtart som beskrevs av Merrill & Perry. Mangifera inocarpoides ingår i släktet Mangifera och familjen sumakväxter. Inga underarter finns listade i Catalogue of Life.